# جاده ئی۶۷۵ اروپا
جاده ئی۶۷۵ اروپا (به انگلیسی: European route E675) یکی از جاده‌های درجه ۲ قاره اروپا است.

این جاده از شهر آگیگی (رومانی) شروع شده و در شهر کاردام (بلغارستان) به پایان می‌رسد.